# Khadkawada
Khadkawada (nep. खड्काबाडा) – gaun wikas samiti w zachodniej części Nepalu w strefie Bheri w dystrykcie Dailekh. Według nepalskiego spisu powszechnego z 2011 roku liczył on 987 gospodarstw domowych i 5039 mieszkańców (2654 kobiety i 2385 mężczyzn).